# Oplismenus
Oplismenus és un gènere de plantes de la família de les poàcies, ordre de les poals, subclasse de les commelínides, classe de les liliòpsides, divisió dels magnoliofitins.

## Taxonomia
- O. compositus (L.) P. Beauv.
- O. minus Merr.